# Doris Egan
Doris Egan (* 1955) ist eine US-amerikanische Science-Fiction- und Drehbuchautorin.

## Leben
Egan schreibt seit 1998 Drehbücher für Fernsehserien und arbeitet seit 2001 auch als Produzentin. Sie ist in New Jersey aufgewachsen und lebt in Los Angeles.

## Werk
Die Hauptdarstellerin der Ivory-Zyklus-Science-Fiction-Romane ist Theodora von dem Planeten Pyrene. Im ersten Roman Das Elfenbeintor strandet Theodora auf dem orientalischen Planeten Ivory, wo Zauberei funktioniert. Sie lernt Ran kennen, einen Zauberer aus reicher Familie, den sie später heiratet. Theodora erlebt einen Machtkampf in Rans Familie mit.
Im zweiten Roman Schäbige Helden verschlägt es Ran und Theodora in die Provinz. Sie werden Geiseln einer Räuberbande, es entwickelt sich eine Robin-Hood-Geschichte.
Im dritten Roman Der Schuldspruch klären die beiden einen Mord in höchsten Adelskreisen auf.
Die Romane sind ab 1989 bei Daw Science Fiction in englischer Sprache mit den Titeln The gate of Ivory, Two-bit Heroes und Guilt-edged Ivory erschienen. Die deutsche Ausgabe wurde im Heyne Verlag veröffentlicht.
Doris Egan schrieb unter dem Namen Jane Emerson die Bücher City of Diamond (1996) und City of Opal. Von City of Opal wurde bis jetzt nur das erste Kapitel veröffentlicht.

## Drehbücher
- Profiler (2 Folgen, 1998–1999)
- Dark Angel (4 Folgen, 2000–2001)
- Smallville (2 Folgen, 2001–2002)
- Saint Sinner (Fernsehspiel, 2002)
- The Agency – Im Fadenkreuz der C.I.A. (1 Folge, 2003)
- Skin (2003)
- Numbers – Die Logik des Verbrechens (1 Folge, 2005)
- Tru Calling – Schicksal reloaded! (2 Folgen, 2004–2005)
- Dr. House (10 Folgen, 2006–2009)